# کائو سیتانو دا سیلوا
کائو سیتانو دا سیلوا (به پرتغالی: Kauê Caetano da Silva) هافبک اهل برزیل است که در شهر Itu, Sao Paulo و در تاریخ ۱۹ اوت ۱۹۸۳ به دنیا آمده‌است.
کائو سیتانو دا سیلوا در تیم‌های فوتبال Ituano سابقهٔ حضور دارد.